# 三羽乌
在日語中，三羽乌（平假名：さんばがらす）意指某一個特定領域中三位表現最為傑出的人。

## 三羽烏例子

### 藝能界
- 演歌三羽烏：村田英雄、三橋美智也、春日八郎

### 舊日本軍人
- 明治陸軍三羽烏 - 川上操六、桂太郎、兒玉源太郎
- 陸軍三羽烏 - 永田铁山、岡村寧次、小畑敏四郎
- 關東軍三羽烏：石原莞尔、板垣征四郎、土肥原贤二
- 海軍左派三羽烏：米内光政、山本五十六、井上成美
- 台南空三羽烏：坂井三郎、太田敏夫、西澤廣義

### 政治人物
- 伊藤博文側近三羽烏：井上毅、伊東巳代治、金子堅太郎

### 圍棋棋士
- 木谷三羽烏：石田芳夫、加藤正夫、武宮正樹

### 小說家
- 1973年三羽烏：小川国夫、辻邦生、加賀乙彦
- 無賴派三羽烏：太宰治、織田作之助、坂口安吾
- 文聯三羽烏：張深切、賴明弘、賴慶